# El Recuerdo, Oaxaca
El Recuerdo är en ort i Mexiko.   Den ligger i kommunen San Agustín Loxicha och delstaten Oaxaca, i den sydöstra delen av landet, 500 km sydost om huvudstaden Mexico City. El Recuerdo ligger 763 meter över havet och antalet invånare är 324.
Terrängen runt El Recuerdo är kuperad åt sydost, men åt nordväst är den bergig. Terrängen runt El Recuerdo sluttar söderut. Runt El Recuerdo är det ganska glesbefolkat, med 39 invånare per kvadratkilometer. Närmaste större samhälle är El Camalote, 7,9 km sydväst om El Recuerdo. I omgivningarna runt El Recuerdo växer huvudsakligen savannskog.